# Agustín Martín del Olmo
Agustín Martín del Olmo (Calahora de Boedo, Palència, 5 de maig del 1917 - Barcelona, 13 de gener del 1991), conegut professionalment com a Martín del Olmo, va ser un periodista establert a Barcelona, avi del també periodista Magí Camps Martín (Barcelona, 1961), que va desenvolupar la major part de la seva carrera al diari El Correo Catalán, on va arribar a ser redactor en cap d'Internacional. Abans, fins al 1955, havia estat carter. També va ser corresponsal barceloní del diari madrileny Informaciones. Cada setmana, a Hoja del Lunes publicava una columna d'opinió que duia l'epígraf 'Religiosas'. Va ser secretari de l'Associació de la Premsa de Barcelona sota la presidència de Carles Sentís.
Apassionat per la literatura del Segle d'Or espanyol, va escriure diversos articles especialitzats sobre aquest tema a la revista Historia y Vida. Un d'aquests articles, «El vino en el Siglo de Oro», el 1977 fou premiat amb el segon premi en el XXI Concurs Nacional Periodístic sobre el vi.
Poeta aficionat, va publicar Guerra de sonetos, a quatre mans amb l'alcalde d'Herrera de Pisuerga, població on va viure la infantesa i la joventut.
Home d'una profunda fe cristiana, en la seva època de carter va fundar amb el pare Piulachs la Congregació de la Mare de Déu de l'Estrada, d'arrels obreres, lloc de pregària per als treballadors quan plegaven de la feina.
El 1965 va ser un dels premiats amb els "Premis de Premsa, Radio i Televisió", convocats amb motiu de les Festes de la Mercè d'aquell any.